# Санкт-Файт-им-Иннкрайс
Санкт-Файт-им-Иннкрайс (нем. Sankt Veit im Innkreis) — коммуна (нем. Gemeinde) в Австрии, в федеральной земле Верхняя Австрия.
Входит в состав округа Браунау-на-Инне.  Население составляет 381 человек (на 31 декабря 2005 года). Занимает площадь 5 км². Официальный код  —  40440.

## Политическая ситуация
Бургомистр коммуны — Франц Кнайсль (СДПА) по результатам выборов 2003 года.
Совет представителей коммуны (нем. Gemeinderat) состоит из 9 мест.
- АНП занимает 5 мест.
- СДПА занимает 4 места.